# Odiellus simplicipes
Odiellus simplicipes is een hooiwagen uit de familie echte hooiwagens (Phalangiidae).